# Rakul Preet
Rakul Preet Singh (New Delhi, 10 ottobre 1990) è un'attrice e modella indiana.

## Biografia
Nacque in una famiglia Punjabi nel 1990. Ha frequentato l'Army Public School del quartiere Dhaula Kuan di Nuova Delhi, successivamente si è laureata in matematica presso il Jesus and Mary College. Singh è anche stata una giocatrice di golf attiva a livello nazionale.
Ha iniziato la sua carriera di modella ai tempi delle scuole superiori. Nello stesso periodo, nel 2009, ha debuttato come attrice nel film Gilli.
Ha inoltre partecipato al concorso di Miss India del 2011, piazzandosi quinta, vincendo cinque concorsi di bellezza, tra il titolo di "Miss India People's Choice". Ha deciso di diventare attrice a tempo pieno, recitando nel 2011 in telugu nel film, Keratam, e, per la prima volta in Tamil nel film, Thadaiyara Thaakka, l'anno successivo. Nel 2014 ha anche ha debuttato a Bollywood nel film, Yaariyan, migliorando la sua capacità recitativa.

## Filmografia

### Cinema
- Keratam, regia di Gautam Patnaik (2011) - voce
- Thadaiyara Thaakka, regia di Magizh Thirumeni (2012)
- Puthagam, regia di Vijay Adhiraj (2013)
- Venkatadri Express, regia di Merlapaka Gandhi (2013)
- Yaariyan, regia di Divya Khosla Kumar (2014)
- Yennamo Yedho, regia di Nandini Reddy (2014)
- Loukyam, regia di Sriwass (2014)
- Current Theega, regia di G. Nageswara Reddy (2014)
- Rough, regia di C.H. Subba Reddy (2014)
- Pandaga Chesko, regia di Gopichand Malineni (2015)
- Kick 2, regia di Surender Reddy (2015)
- Bruce Lee: The Fighter, regia di Sreenu Vaitla (2015)
- Nannaku Prematho, regia di Sukumar (2016)
- Sarrainodu, regia di Boyapati Srinu (2016)
- Dhruva, regia di Surender Reddy (2016)
- Winner, regia di Gopichand Malineni (2017)
- Rarandoi Veduka Chudham, regia di Kalyan Krishna (2017)
- Jaya Janaki Nayaka, regia di Boyapati Srinu (2017)
- Spyder, regia di A.R. Murugadoss (2017)
- Theeran Adhigaaram Ondru, regia di H. Vinoth (2017)
- Aiyaary, regia di Neeraj Pandey (2018)
- NTR: Kathanayakudu, regia di Radha Krishna Jagarlamudi (2019)
- Dev, regia di Rajath Ravishankar (2019)
- De De Pyaar De, regia di Akiv Ali (2019)
- NGK, regia di K. Selvaraghavan (2019)
- Manmadhudu 2, regia di Rahul Ravindran (2019)
- Marjaavaan, regia di Milap Zaveri (2019)
- Shimla Mirchi, regia di Ramesh Sippy (2020)
- Check regia di Chandra Sekhar Yeleti (2021)
- Sardar Ka Grandson, regia di Kaashvi Nair (2021)
- Konda Polam, regia di Radha Krishna Jagarlamudi (2021)
- Attack, regia di Lakshya Raj Anand (2022)
- Runway 34, regia di Ajay Devgn (2022)
- Cuttputlli, regia di Ranjit Tewari (2022)
- Doctor G, regia di Anubhuti Kashyap (2022)
- Thank God, regia di Indra Kumar (2022)
- Chhatriwali, regia di Tejas Prabha Vijay Deoskar (2023)
- Boo, regia di A.L. Vijay (2023)
- I Love You, regia di Nikhil Mahajan (2023)
- Ayalaan, regia di R. Ravikumar (2024)
- Indian 2, regia di S. Shankar (2024)

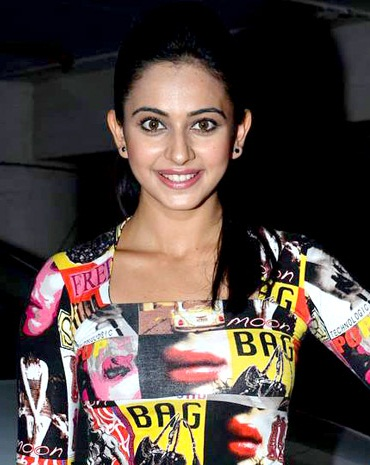
Rakul alla maratona di spinning di Baqar durante le promo del film Yaariyan (2014).